# جيانفرانكو كياريني
جيانفرانكو كياريني (وُلِدَ في 8 يناير 1966) هو شيف إيطالي مشهور ومهندس غذائي وشخصية تلفزيونية ومطعمي. يتراوح مساره المهني بين المطاعم الحاصلة على نجوم ميشلان، وخطوط الرحلات البحرية، والفنادق الفخمة والمنتجعات، ومطعمي، وشيف الاستشارات، وشيف التلفزيون، وشيف للرؤساء والعائلات الملكية، وشيف البحث والتطوير لشركات الأغذية الصناعية الضخمة في أوروبا والشرق الأوسط وأفريقيا، وشيف تطبيقات تقنية الأغذية، ومدرس الطهي وكاتب الكتب. بالإضافة إلى ذلك، يتحدث شياريني سبع لغات: الإنجليزية والإيطالية والإسبانية والفرنسية والبرتغالية والألمانية والعربية. هذه اللغات المتنوعة جعلت منه شيفًا متعدد الثقافات، مما يتيح له الانتقال إلى العديد من البلدان والأساليب الطهو على المستوى الدولي.

## وقت مبكر من الحياة
وُلد جيانفرانكو كياريني في فيرارا بإيطاليا ، ونشأ في بيئة متعددة الثقافات من أصول إيطالية كولومبية ، ونشأ بين إيطاليا وفنزويلا والولايات المتحدة.

## الحياة الشخصية
في 7 سبتمبر 2010 ، تزوجت كياريني من آنا كينغا كياريني ، طاهية التغذية وخريجة الأدب الإيطالي ، ولدت في زوبسك ، بولندا. يشترك الزوجان في شراكة في شركة استشارات الطهي Chiarini Culinary Consultants التي فتحت أكثر من 200 مطعم في أكثر من 100 دولة. إنهم يعيشون حاليًا في مزرعتهم التي تبلغ مساحتها 2 فدان في بلغاريا والتي تعد في الوقت نفسه موقعًا لأحدث مطعم ذواقة مستدام وبوتيك يسمى Dieci

## المشوار المهني الموسيقي
عزف كياريني الموسيقى في سنواته الأولى ، أولاً كمغني موسيقى الروك في الحانات والنوادي الليلية المفتوحة لفرق الروك الأمريكية. عندما سئم كياريني من حياته المهنية في موسيقى الروك ، أصبح مغنيًا مع فرقة موسيقى البوب اللاتينية Barranco Mix الحائزة على جوائز. كانت هذه الفرقة معروفة على نطاق واسع عبر البلدان الناطقة باللغة الإسبانية والإنجليزية في الأمريكتين وأوروبا. عزفت الفرقة في عرض جوني كاناليس في كوربوس كريستي ، تكساس مع الملكة الأسطورية تيجانو وسيلينا وفرقة الروك المعاصرة مانا. أصبح بارانكو أيضًا الفرقة الافتتاحية في Feria de Cali في كولومبيا حيث قدم العديد من المشاهير من عالم موسيقى السالسا. في عام 1994 ، فازت الفرقة بثلاث جوائز روندا وتم ترشيحها لجوائز جرامي اللاتينية. كما حصلت الفرقة أيضًا على جائزة Double Platinum لتجاوزها مليون عملية بيع في الولايات المتحدة وكولومبيا والمكسيك وفنزويلا. الفرقة لديها عقود تسجيل مع Polygram Latino في الولايات المتحدة وأمريكا الشمالية ، Sonolux في كولومبيا ، Sonografica في فنزويلا. أدى كياريني دورًا كواحد من المطربين الرئيسيين للفرقة من 1993 إلى 1996. ثم تقاعد من مسيرته الموسيقية وعاد لمتابعة مسيرته المهنية كطاهٍ.

## مهنة الطبخ المبكر
في عام 1986 ، التحق كياريني الشاب بمعهد ألتا جاسترونوميا دي كاراكاس ، فنزويلا ، والذي تم إغلاقه بسبب الاختلالات السياسية في البلاد. في عام 1996 ، قرر العودة إلى الولايات المتحدة حيث التحق بمعهد بيتسبرغ للطهي ، وهو فرع من فروع لو كوردون بلو المشهورة عالميًا. بعد التخرج ، انتقل إلى فرنسا حيث التحق في Le Cordon Bleu Paris وهي واحدة من أكثر مدارس الطهي طموحًا ومرموقة في أوروبا. عمل Chiarini تحت إشراف أساتذة مثل Alain Dutournier chef / صاحب Carré des Feuillants (*** نجوم ميشلان) ، ولاحقًا أثناء وجوده في روما ، إيطاليا تحت إشراف الشيف التنفيذي الغامض هاينز بيك في مطعم La Pergola (*** نجوم ميشلان) ، و في فيرارا بإيطاليا يعمل في مطاعم رفيعة المستوى مثل Antichi Sapori و Hostaria Savonarola كطاهي مساعد. أصبح الانتقال وشيكًا مرة أخرى ، عندما قدم مطعم Pirsch Mühle (* نجمة ميشلان) له الفرصة لإدارة المطبخ مع الشيف التنفيذي والمالك S. Leypold. في أوائل عام 2000 ، قرر كياريني الانتقال إلى الشرق الأوسط ، بدءًا من فنادق إنتركونتيننتال ، وقصر البستان ، وفنادق شانغريلا. انتقل لاحقًا إلى البحرين ، وطوّر مفاهيم الطهي في فنادق موفنبيك وماريوت. كان هدفه التالي الكويت ، حيث انخرط بشكل كامل في مسيرته المهنية في الطهي كشيف في فنادق ماريوت. في الكويت ، طور كياريني علاقة وثيقة مع المغفور له الشيخ جابر الأحمد الجابر الصباح ، حيث ابتكر عشاء غريب للعائلة. هناك أصبح معروفًا على نطاق واسع بأنه طاهي تلفزيوني مشهور ، مع قناة البث "الراي تي في". لعب كياريني دور البطولة في أكثر من 50 عرضًا للطبخ. يواصل كياريني رحلته في عالم الطهي في إفريقيا مع سلسلة فنادق Starwood ، في أحد أفخم الفنادق وأكثرها فخامة في شرق إفريقيا. فندق شيراتون أديس ، جزء من مجموعة فنادق ستاروود الفاخرة. تشتهر إثيوبيا بكونها العاصمة الدبلوماسية لأفريقيا. خدم هنا كياريني شخصيات مثل ؛ الرئيس 39 للولايات المتحدة الأمريكية ، جيمي كارتر والسيدة الأولى روزالين كارتر ، رئيس إسرائيل شمعون بيريز ، رؤساء الاتحاد الأفريقي بمن فيهم معمر القذاف ، والرئيس المصري حسني مبارك. لقد ألهمه الوقت الذي أمضاه في آسيا للسفر في جميع أنحاء القارة ليغمره في الطعام ، ويستوعب الثقافة مما يمنحه تقديرًا كبيرًا وفهمًا عميقًا للثقافة الآسيوية. دول مثل الصين وكوريا الجنوبية وكمبوديا وفيتنام وتايلاند وماليزيا وسنغافورة واليابان والفلبين

## الكتب والمنشورات
كياريني ، النهضة الجديدة لثلاثية المطبخ الانصهار الإيطالي ، تحتوي على وصفات تدمج الطهي الإيطالي مع جميع قارات العالم. في وقت لاحق في عام 2015 ، نشر كياريني المجموعة الذهبية لهذه الثلاثية وكتابًا مخصصًا لموطنه الأصلي فيرارا بعنوان فيرارا إيل جيويلو كوليناريو ناسكوستو (جوهرة الطهي المخفية فيرارا). أخيرًا في عام 2020 ، نشر كياريني كتابًا بعنوان Ancient Techniques - Modern Looks ، وهو كتاب مخصص لأقدم تقنيات الطهي المطلية بمظهر طليعي. نشر كياريني ما مجموعه 6 كتب حتى الآن

## مطعم ديشي بوتيك
يعد مطعم Dieci Boutique أحدث ابتكارات Chiarini ، بالشراكة مع Jimmy Beasley. تم افتتاح Dieci في عام 2021 ، ويقع في مزرعة بمساحة 2 فدان في ريف بلغاريا ، ويقدم 10 ضيوف فقط في الليلة الواحدة لقائمة تذوق موسمية من 10 أطباق.

## فهرس
- The New Renaissance of Italian Fusion Cuisine 1.0:[2]
- The New Renaissance of Italian Fusion Cuisine 2.0:[3]
- The New Renaissance of Italian Fusion Cuisine 3.0:[4]
- The New Renaissance of Italian Fusion Cuisine - The Golden Collection:[5]
- Ferrara Il Gioiello Culinario Nascosto:[6]
- Ancient Techniques | Modern Looks:[7]